# بيلي (تريكالا)
بيلي (Πύλη) هي مدينة في تريكالا في مقاطعة فوريا إلادا في اليونان.